# Волков Василь Леонтійович
Василь Леонтійович Волков (нар. 1889, селище Вознесенського заводу Темниковського повіту Нижньогородської губернії, тепер селище Вознесенське Нижньогородської області, Російська Федерація — розстріляний 14 квітня 1939, місто Москва, Російська Федерація) — радянський державний і партійний діяч, голова виконавчого комітету Пензенської губернської ради, голова Бердянського повітового революційного комітету. Член Комісії партійного контролю при ЦК ВКП(б) у 1934—1938 роках.

## Життєпис
Народився в родині чорнороба. У 1903 році закінчив земську школу в селищі Вознесенського заводу.
З листопада 1903 по лютий 1905 року — хлопчик у цеховій конторі, учень в інструментальній майстерні, з лютого 1905 по вересень 1907 року — помічник машиніста залізоробного та залізопрокатного заводу Брянського акціонерного товариства в місті Катеринославі.
У вересні 1907 — травні 1909 року — слюсар Вознесенського металургійного заводу Темниковського повіту Нижньогородської губернії.
У травні 1909 — серпні 1911 року — слюсар машинобудівного заводу Ельгота в місті Катеринославі.
Член РСДРП(б) з вересня 1909 року.
У серпні 1911 — липні 1912 року — робітник Петровського чавуноливарного заводу Російсько-Бельгійського металургійного товариства в селищі Єнакієве Бахмутського повіту.
У липні 1912 — липні 1914 року — робітник Азово-Чорноморського чавуноливарного і механічного заводу в місті Бердянську.
У липні 1914 — січні 1916 року — робітник-стругальник машинобудівного заводу Семенова, робітник машинобудівних заводів «Людвіг Нобель» та «Айваз» у Петрограді.
З січня по квітень 1916 року перебував у в'язниці міста Петрограда за революційну діяльність.
У травні — листопаді 1916 року — робітник німецької колонії в селі Вальдгейм Бердянського повіту Таврійської губернії.
У грудні 1916 — січні 1917 року — робітник чавуноливарного і механічного заводу Зафермана в місті Мелітополі. З січня по жовтень 1917 року — безробітний.
У жовтні 1917 — квітні 1918 року — заступник голови виконавчого комітету Бердянської повітової ради.
У жовтні 1918 — січні 1919 року — голова виконавчого комітету Пензенської губернської ради.
У березні — липні 1919 року — голова Бердянського повітового революційного комітету.
У червні — вересні 1919 року — старший інспектор Народного комісаріату соціалістичної радянської інспекції Української СРР у Києві.
У вересні 1919 — березні 1920 року — військовий комісар 17-го зведеного госпіталю РСЧА в Москві та на Південному фронті.
У березні — грудні 1920 року — завідувач відділу охорони здоров'я Бердянського повіту. У грудні 1920 — червні 1921 року — голова Бердянського повітового революційного комітету Олександрівської губернії, член Бердянського повітового комітету КП(б)У.
У червні 1921 — січні 1922 року — член Запорізького губернського комітету КП(б)У, голова виконавчого комітету Бердянської повітової ради і Бердянської повітової ради народного господарства, голова комісії із «чистки» партії по Мелітопольському повіті.
У січні 1922 — грудні 1924 року — директор Кримського державного паливного товариства в місті Сімферополі.
У грудні 1924 — жовтні 1925 року — слухач курсів марксизму-ленінізму в Москві.
У листопаді 1925 — лютому 1927 року — відповідальний секретар партійної колегії Кримської обласної контрольної комісії ВКП(б) — робітничо-селянської інспекції в місті Сімферополі.
У лютому 1927 — грудні 1928 року — заступник завідувача організаційного відділу Північно-Кавказького крайового комітету ВКП(б).
У грудні 1928 — грудні 1929 року — відповідальний секретар районного комітету КП(б) Азербайджану в Нахічеванській АРСР.
У січні — листопаді 1930 року — відповідальний секретар Армавірського окружного комітету ВКП(б).
У листопаді 1930 — жовтні 1931 року — член правління Колгоспцентру СРСР у місті Москві.
У жовтні 1931 — лютому 1934 року — відповідальний секретар партійної колегії і завідувач організаційного відділу Московської обласної контрольної комісії ВКП(б).
У лютому 1934 — вересні 1937 року — секретар партійної колегії Комісії партійного контролю при ЦК ВКП(б) по Московській області.
З 1937 по жовтень 1938 року — директор фабрики звукозапису в місті Москві.
1 жовтня 1938 року заарештований органами НКВС. Засуджений Воєнною колегією Верховного суду СРСР 13 квітня 1939 року до страти, розстріляний наступного дня. Похований на полігоні «Комунарка» біля Москви.
2 липня 1955 року реабілітований, 3 вересня 1955 року посмертно відновлений у партії.